# S&M (Rihanna)
S&M è un brano musicale della cantante barbadiana Rihanna, estratto come terzo singolo a livello internazionale e quarto negli Stati Uniti dal suo quinto album, Loud. Il brano, scritto da Mikkel Eriksen, Tor Erik Hermansen, Corey Jackson Carter, Sandy Wilhelm, Ester Dean, è stato prodotto da Sandy Vee e dal duo norvegese Stargate. S&M è stato pubblicato il 21 gennaio 2011 negli Stati Uniti. S&M è un brano Eurodance e incorpora elementi di dance-pop. L'opinione della critica è stata controversa, perché da una parte alcuni critici l'hanno criticato per il forzato ricorso ad un testo sessuale, dall'altra altri l'hanno definito uno dei brani più belli di Loud. Ad aprile 2011, il brano è stato riproposto come remix per il mercato digitale, in collaborazione con la cantante statunitense Britney Spears.
Ha riscontrato un notevole successo nelle vendite, saldandosi tra le prime dieci posizioni di ventuno nazioni, tra cui l'Australia, in cui ha dominato la prima posizione per quattro settimane, e gli Stati Uniti, dove ha conquistato la vetta della Billboard Hot 100 e Pop 100; la Nuova Zelanda e la Germania alla seconda posizione; il Regno Unito e la Francia alla numero tre.
Il singolo risulta essere il quinto più venduto negli Stati Uniti nella prima parte del 2011, con 2.734.000 di copie. Rihanna ha cantato il brano la prima volta in occasione dei BRIT Awards 2011 nella O2 Arena a Londra il 15 febbraio 2011 come parte di un medley insieme a Only Girl (in the World) e What's My Name?.

## Descrizione e pubblicazione
S&M sfrutta un sample di Let's Go to Bed, brano dei The Cure del 1982, che declama un testo improntato al sadomasochismo. Secondo i dati di musica digitale forniti dal sito Musicnotes.com, S&M è scritta nella tonalità di E minore e si profila in una misura con un tempo dance moderato. L'estensione vocale di Rihanna si mantiene tra il B3 e il D5 e il brano segue una progressione armonica di E♭3–A♭2–C♭3–D♭3. Rihanna ha affermato nella rivista Spin che coloro che l'ascoltano non devono prendere troppo sul serio il testo:
Prima dell'uscita dell'album, S&M emerse in rete il 5 novembre 2010 insieme ad altri brani di Loud. Per scelta del terzo singolo, Rihanna ha voluto che fossero i suoi fans a scegliere tra i due brani più richiesti del suo album: S&M e Cheers (Drink to That); alla fine le preferenze sono cadute su S&M. In un'intervista radiofonica al programma Elvis Duran and the Morning Show, Rihanna aveva dichiarato di preferire tra i due S&M in quanto le viene difficile prendere lo jodel (suono alto-basso-alto-basso) presente in Cheers (Drink to That); ma se la scelta fosse stata dipesa da lei, avrebbe optato per la ballad California King Bed. S&M fu trasmesso per la prima volta nelle stazioni radio americane Mainstream e Rhythmic il 25 gennaio 2011. In Regno Unito il CD singolo è uscito il 3 aprile.
Il brano, come il primo singolo estratto da Loud, Only Girl (in the World), è up-tempo dance pop con forti influssi di musica eurodance e alcuni elementi electro. BBC Radio 1 rifiutò di trasmettere S&M prima delle sette di sera a causa della pesantezza del testo.

## Accoglienza
Il brano ha riscosso una mista e non ben definita accoglienza dalla critica musicale, che lo ha riconosciuto come un prodotto con le tematiche pesanti e spinte già trattate nell'album Rated R di Rihanna. Andy Kellman di Allmusic l'ha considerato uno dei brani dance pop più frizzanti di Loud grazie alla sua efficiente abilità nel bilanciare «le parti briose alle più sinistre di Rihanna», pur rimanendo convinta che non sia bella quanto Rude Boy. Leah Greenblatt di Entertainment Weekly lo definisce una «birichineria da trasmissioni pornografiche di tarda serata», e per di più un «un'esplicita sfida carnale». Sal Cinquenmani di Slant Magazine e Thomas Conner del Chicago Sun Times condividono il pensiero che S&M rifletta le dure tematiche dell'album precedente Rated R e descrivono il brano come un'ode al masochismo. Jake Conway dalla rivista musicale britannica Q scrive che il testo del brano dimostra il motivo "per cui Rihanna resta in maniera indiscutibile uno degli artisti più provocatori nella musica pop. Svestendo infatti il sesso di emozione e rivivendo la violenza come fetish ("sticks and stone may break my bones / but chains and whips excite me”) Rihanna cambia le posizioni del suo ex compagno abusivo Chris Brown in questo avventato omaggio dance alla sottomissione - tollerato e sexy in maniera terribile come è suo solito". Meg Sullivan dal The Music Zone dà un'opinione incerta, scrivendo: "Certamente è un brano orecchiabile, e non ci vuole molto a memorizzare il testo, visto che il 50 % di questo è fatto solo da 'oh na-na-na-na, come on,' un classico segno di "Non ho niente di bello da scrivere". D'altro canto, il testo è scritto con il preciso fine di offendere e sconvolgere. Ora, in tutta onestà, ultimamente mi sconvolgerei molto più se il suo futuro singolo NON sia sui suoi desideri sessuali".
James Skinner di BBC Music scrive che il brano è privo dell'irresistibile scintilla che caratterizzava alcuni motivi "scala classifiche" dell'album Rated R, e critica la scelta di un testo a sfondo sadomasochistico, che non corrisponde, a suo parere, all'appello civettuolo e più innocente che Rihanna ha intenzione di lanciare. Scrive, infatti, nella sua recensione: «per quanto potenzialmente corposo e seducente, S&M non declina molto dal suo sbrigativo titolo: una frase del tipo: "Sticks and stones may break my bones / But chains and whips excite me" sembra forzata, non audace». Steve Jones di USA Today ha sostenuto ugualmente il parere che Rihanna non corona l'intento di scrollarsi di dosso «il tema dell'aggressività sessuale» a dispetto della «tragica nube ispirata ad una violenza domestica che era infusa sull'album Rated R, nel 2009».

## Video musicale
Il video è stato girato a Los Angeles durante il fine settimana del 15 gennaio 2011 ed è diretto da Melina Matsoukas, che aveva collaborato già precedentemente con Rihanna nei video di Hard, Rude Boy e Rockstar 101: la stessa Melina ha confermato di aver girato il video sul suo account Twitter. Anche Rihanna ha preso parte alla regia del video e ha generato alcune idee per molte inquadrature. Il 19 gennaio 2011, sempre su Twitter, Rihanna ha postato una foto tratta dal video in cui si vedeva la cantante di schiena con i capelli rossi mossi, con una benda da pirata a forma di cuore sull'occhio sinistro e un gelato in mano. Il 24 gennaio sono state pubblicate altre due foto che ritraggono la cantante su una scrivania con un abito in lattice rosa e circondata dalla stampa e la cantante vestita da coniglietta di Playboy. Il video è stato pubblicato in anteprima sul canale VEVO della cantante il 1º febbraio 2011.
Il video, dai risvolti parodici, si apre con l'inquadratura di una folla di perversi giornalisti che trascinano Rihanna ricoperta da un abito molto rudimentale, creato con le pagine strappate di giornali scandalistici, in una sala conferenza per stirarla su un muro e poi rivestirla con uno strato di carta plastificata. La sottopongono ad una spietata intervista, annotando su taccuini le sue risposte, dal quale si deduce un ritratto di Rihanna ben poco edificante (alcuni scrivono che la popstar adora i "cattivi ragazzi" o la definiscono una "sgualdrina" o "principessa degli Illuminati"). Poi in massa, la povera star è abbagliata dagli scatti fotografici e viene bersagliata dalle palline accartocciate degli intervistatori. Nel video Rihanna esibisce costumi bizzarri e futuristici, tra cui un abito in lattice rosa mentre siede su una poltrona e ruota se stessa per poi frustare delle persone legate e imbavagliate, o porta a spasso il celebre blogger Perez Hilton al guinzaglio, sottomesso come un cane; altre scene ritraggono la cantante con un frustino in mano e legata con una corda.

### Accoglienza
Il video ha avuto un buon impatto sul mondo della musica. The Huffington Post ha scritto, "Rihanna è veramente brava ad essere cattiva - e questo video ne è la prova". La rivista OK! ha definito il video "rovente, perverso e completamente ironico", mentre Willa Paskin dalla rivista New York lo ha definito "strambo", simile ai video musicali a sfondo sadomaso tipici di Madonna e Lady Gaga. Matthew Perpetua dal Rolling Stone ha descritto il video come un "assalto oculare di perversione con caramelle colorate" che gli spettatori potrebbero preferire rispetto ai suoi "colori amaramente luminosi e ai giochetti disgustosi".

### Infrazioni di copyright
Il video musicale ha in seguito sollevato una controversia quando David LaChapelle ha sporto denuncia nei confronti di Rihanna, Island Def Jam e altri settori collegati per una violazione di copyright in relazione al video. LaChapelle ha ribattuto che il video avesse infranto i propri diritti d'autore in otto delle sue foto pubblicate in GQ, i-D, Vogue australiano, e in altre riviste che spaziano dal 1995 al 2002. Il processo legale, che ha preteso un risarcimento non specificato, ha sostenuto che il video fosse "tratto direttamente" dai suoi scatti, copiandone la loro "composizione, concetto totale, sentimenti, stile, disposizione, colori, costumi, pose, scenografie, vestiario e luci": come segnalato da numerose fonti: «In un confronto side-by-side tra i precedenti lavori di LaChapelle e scene catturate dal video musicale diretto da Matsoukas, le somiglianze sono indiscutibili - con set, scenari e styling quasi identici».
Il fotografo Philipp Paulus ha in seguito anche lui fatto causa a Rihanna per alcune violazioni di copyright in riferimento a una scena del video musicale in cui Rihanna indossa un abito gonfio ed è incollata al muro con un foglio di plastica che la ricopre. Paulus sostiene che l'immagine sia stata appropriata da un suo servizio fotografico, Paperworld.

## Controversie
Il testo pieno di allusioni sessuali e il video con scene sadomaso e atti sessuali mimati, con la presenza di bambole gonfiabili e frustini ma anche di costumi sexy in latex e per concludere la fellatio con una banana, sono gli elementi principali che hanno scatenato la censura. Il brano è stato bandito in 11 Paesi (soprattutto in Asia meridionale) e rimosso dalla programmazione di numerose reti televisive in fascia protetta, tra cui anche il canale di MTV; la censura ha avuto pesanti effetti soprattutto in Regno Unito dove l'emittente radiofonica BBC Radio 1 ha cambiato il titolo del brano in "Come On" e ha apportato modifiche pesanti al testo in modo da cancellare tutte le allusioni sessuali; anche YouTube ha censurato il video del brano, consentendo la visualizzazione solo agli utenti registrati maggiorenni. La cantante, tramite un annuncio sul suo account Twitter, ha espresso il suo totale dissenso al riguardo, affermando che S&M non ha niente a che vedere col sesso, e al tempo stesso si è dimostrata stupita dell'accaduto: «Hanno visto il video di Umbrella? Ero completamente nuda!» ha aggiunto.

## Esibizioni dal vivo

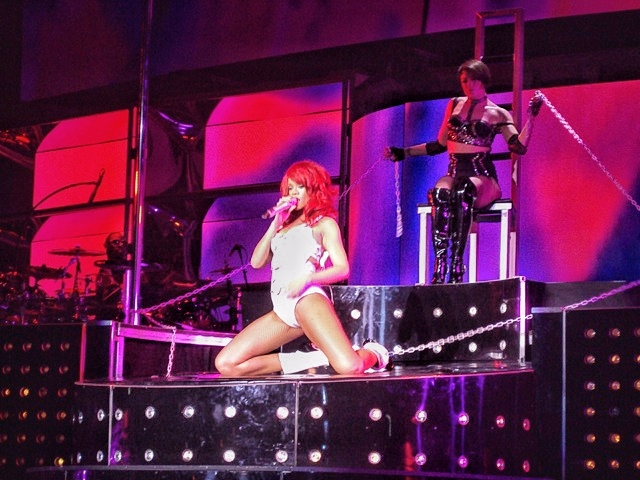
Rihanna canta S&M in una tappa del The Loud Tour

Rihanna ha cantato S&M in anteprima in occasione dei BRIT Awards 2011 il 15 febbraio 2011, in un medley con altri due dei suoi singoli estratti da Loud, Only Girl (in the World) e What's My Name?. Per quanto avesse già pianificato di cantare l'intero brano per promuovere il suo lancio come singolo, Rihanna ha infine cantato solo il ritornello oltre a una strofa tra Only Girl (in the World) e What's My Name? La scelta è stata dettata dalla corporazione dei BRIT Awards che ha voluto evitare lamentele simili a quelle che hanno sommerso Rihanna la sera della finale della settima serie di X Factor l'11 dicembre 2010 per aver indossato un costumino provocatorio e aver eseguito una sequenza di ballo considerata indecente.
Rihanna ha aperto il numero dei Billboard Music Awards con una performance del remix di S&M cantato con Britney Spears il 22 maggio 2011 nella MGM Grand Garden Arena a Las Vegas. La performance ha sollevato alcuni reclami per la sua palese natura sessuale trasmessa.
Rihanna ha cantato S&M anche il 27 maggio 2011 per i "Summer Concert Series" del programma televisivo Today trasmesso su NBC, insieme a Only Girl (in the World), What's My Name? e California King Bed, in cui ha concesso un'intervista a proposito dell'album e anche della sua controversa performance ai Billboard Music Awards con Britney Spears.

## Remix
Un primo remix, in collaborazione con il rapper J. Cole, è stato pubblicato il 17 gennaio 2011; è stato spedito alle stazioni radiofoniche urban l'8 marzo 2011.
Il brano è stato anche remixato da alcuni rinomati DJ, tra cui Dave Audé, Joe Bermudez e Sidney Samson; i remix citati sono stati raccolti in un EP digitale di remix, pubblicato su iTunes.
In seguito all'uscita di S&M, Rihanna ha richiesto ai suoi sostenitori sul proprio profilo Twitter di proporle un potenziale collaboratore; Britney Spears è stata la scelta più quotata. In seguito una serie di messaggi sui reciproci profili delle due artiste ha rinfocolato l'opinione che Rihanna e Britney Spears avrebbero inciso un remix del brano. Questa versione di S&M è stata trasmessa in esclusiva l'11 aprile 2011 sulla radio Z100 di New York e sarebbe stata contenuta in una potenziale riedizione di Loud. Rihanna, intervistata alla stazione radiofonica newyorkese, si è dimostrata entusiasta di questa collaborazione:
Pressata dalle continue richieste dei fan, Rihanna ha fatto sapere tramite il suo profilo Twitter la possibilità che venga realizzato anche un video per il remix, tuttavia il video non fu mai pubblicato né diretto.

## Tracce
Download digitale
1. S&M - 4:04

Download digitale (Remix)
1. S&M (Remix) (con Britney Spears) - 4:17

CD singolo (Germania)
1. S&M - 4:04
2. S&M (Sidney Samson Radio Remix) - 3:18

Remix (Masterbeat.com)
1. S&M (Dave Audé Radio) - 3:50
2. S&M (Joe Bermudez Chico Radio) - 3:49
3. S&M (Sidney Samson Radio) - 3:19
4. S&M (Dave Audé Club) - 7:28
5. S&M (Joe Bermudez Chico Club) - 5:17
6. S&M (Sidney Samson Club) - 6:50
7. S&M (Dave Audé Dub) - 6:29
8. S&M (Joe Bermudez Chico Dub) - 5:17
9. S&M (Sidney Samson Dub) - 6:50

## Successo commerciale
Prima della sua pubblicazione ufficiale e in seguito alla pubblicazione dell'album nel novembre 2010, il brano era già entrato in classifica in vari Paesi grazie ai download digitali: in Norvegia il brano aveva debuttato subito alla posizione numero 4. In Australia, subito dopo essere stato pubblicato, si è posto al vertice della classifica dei cinquanta singoli più venduti, divenendo il sesto dell'intera carriera di Rihanna ad aggiudicarsi tale ambito traguardo. Il brano, in seguito alla pubblicazione del remix, ha raggiunto la prima posizione anche in Canada, vendendo circa 24.000 copie e diventando la quinta numero di Rihanna in questo paese.
Nella settimana successiva alla pubblicazione del remix, S&M è riuscita a portarsi in testa alla classifica digitale statunitense vendendo circa 293.000 copie (66% delle quali dovute al remix con Britney Spears), superando di circa 9.000 copie E.T.; il brano è così salito in cima alla Billboard Hot 100, diventando la settima numero di Rihanna da solista negli Stati Uniti d'America, la decima se si considerano anche le collaborazioni in cui duetta e la quinta di Britney Spears. Rihanna così facendo fissa i seguenti record:
- diventa con soli 23 anni l'artista più giovane ad aver collezionato prima dieci numero uno battendo Mariah Carey che aveva raggiunto questo traguardo a 25 anni;
- diventa la terza artista ad averle collezionate nel minor tempo, solo 4 anni e 11 mesi, dietro solo ai Beatles (1 anno e 8 mesi) e ai Supremes (2 anni e 8 mesi)
- diventa la quinta artista femminile ad averle collezionate, dopo Mariah Carey (18), Madonna (12), Whitney Houston (11) e Janet Jackson (10); la nona in totale, considerando anche i Beatles (20), Michael Jackson (13), i Supremes (12) e Stevie Wonder (10).

## Classifiche

### Classifiche settimanali
| Classifica (2011)   | Posizione massima |
| ------------------- | ----------------- |
| Australia           | 1                 |
| Austria             | 4                 |
| Belgio (Fiandre)    | 3                 |
| Belgio (Vallonia)   | 4                 |
| Canada              | 1                 |
| Danimarca           | 2                 |
| Finlandia           | 4                 |
| Francia             | 3                 |
| Germania            | 2                 |
| Irlanda             | 3                 |
| Italia              | 6                 |
| Lussemburgo         | 1                 |
| Norvegia            | 2                 |
| Nuova Zelanda       | 2                 |
| Paesi Bassi         | 7                 |
| Polonia             | 4                 |
| Regno Unito         | 3                 |
| Repubblica Ceca     | 8                 |
| Romania             | 3                 |
| Slovacchia          | 4                 |
| Spagna              | 3                 |
| Stati Uniti         | 1                 |
| Stati Uniti (Pop)   | 1                 |
| Stati Uniti (Dance) | 1                 |
| Svezia              | 2                 |
| Svizzera            | 2                 |
| Ungheria            | 1                 |

### Classifiche di fine anno
| Classifica (2011) | Posizione |
| ----------------- | --------- |
| Australia         | 11        |
| Austria           | 17        |
| Belgio (Fiandre)  | 15        |
| Belgio (Vallonia) | 12        |
| Canada            | 20        |
| Danimarca         | 25        |
| Germania          | 17        |
| Irlanda           | 13        |
| Nuova Zelanda     | 15        |
| Paesi Bassi       | 39        |
| Regno Unito       | 12        |
| Romania           | 60        |
| Spagna            | 22        |
| Stati Uniti       | 12        |
| Svezia            | 15        |
| Svizzera          | 25        |
| Ungheria          | 23        |